# Aulacomerus mexicanus
Aulacomerus mexicanus – gatunek błonkówki z rodziny Pergidae.

## Taksonomia
Gatunek ten został opisany w 1882 roku przez Williama Kirby'ego pod nazwą Loboceras mexicanum.
Jako miejsce typowe podano meksykańskie miasto Orizaba. Holotypem była samica. W 1883 roku Peter Cameron opisał ten sam gatunek pod nazwą Loboceras saussurii (miej. typ. Orizaba, syntypem był samiec). W 1990 David Smith, zsynonimizował tę nazwę z L. lucidum i przeniósł go do rodzaju Aulacomerus.

## Zasięg występowania
Ameryka Północna, znany z wsch. Meksyku (stan Veracruz) oraz Kostaryki.